# Aerotrans Airlines
Aerotrans Airlines was een Cypriotische luchtvaartmaatschappij. Haar hoofdkantoor was gevestigd in Paphos. De luchtvaartmaatschappij stopte zijn activiteiten in 2003.